# Catedral de São Romualdo de Malinas
A Catedral de São Romualdo de Malinas é uma catedral católica metropolitana localizada em Mechelen, Bélgica. Serve como sede episcopal da Arquidiocese de Mechelen-Bruxelas.
A catedral foi construída em cerca 1200 no estilo gótico francês. Após o incêndio da cidade de 1342, a catedral foi completamente reerguida. Durante a fase final de 1452-1520, a torre foi erguida, financiado pelos peregrinos e mais tarde por seu titular. Em 1985, em seu 65º. aniversário, o Papa João Paulo II celebrou um missa comemorativa para a comunidade local.
A entrada principal, sob a torre, leva à nave da catedral (com aproximadamente 118 metros de comprimento). Este monumento é considerado um Patrimônio Mundial de 97.28 metros de altura e seus 514 degraus, é visitado por milhares de turistas todos os ano, seguindo os passos de Luís XV, Napoleão e o Rei Albert I.